# Agaue

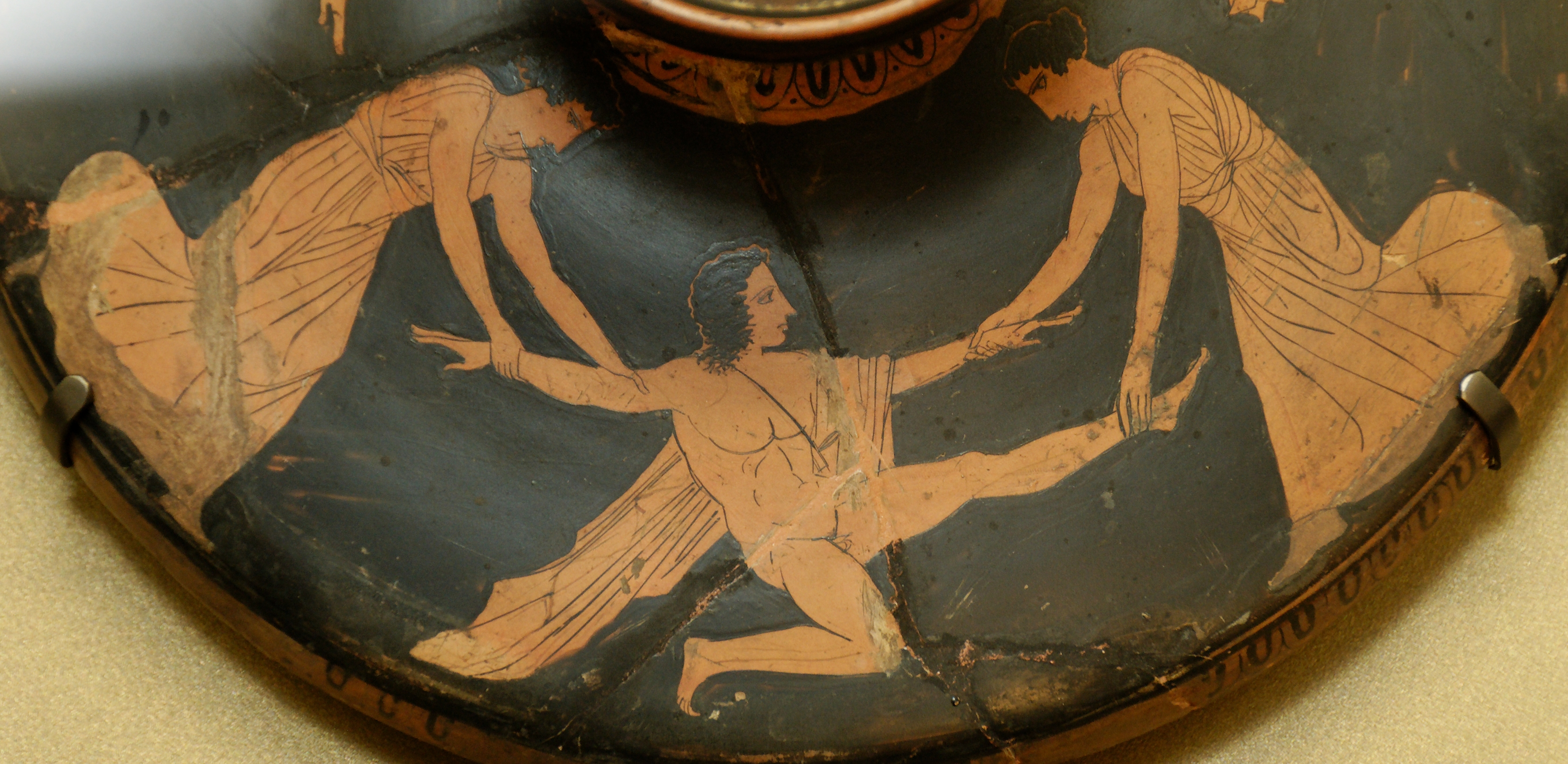
Pentheus wird von Agaue und Ino zerrissen. Rotfigurige attische Lekanis, ca. 450–425 v. Chr. (Louvre, Paris)

Agaue (altgriechisch Ἀγαύη Agaúē, deutsch ‚die Bewundernswürdige‘, die ‚Edle‘) ist in der griechischen Mythologie die Tochter des Kadmos und der Harmonia und so mit Ino und Autonoë die Schwester der Semele, des Illyrios sowie des Polydoros.
Als Gattin des Sparten Echion war sie die Mutter des Pentheus. Sie schmähte Semele, die von ihrem Liebhaber Zeus den Dionysos empfangen hatte. Nachdem Semele durch die Erscheinung des Zeus zu Asche verbrannt worden war, behauptete Agaue zusammen mit ihren Schwestern, Semele sei von Zeus mit dem Blitz erschlagen worden als Strafe für die frevlerische Behauptung, der Oberste der Götter wäre ihr Liebhaber gewesen. Vielmehr sei die Schwangerschaft der Semele Folge eines Fehltritts und der Sohn daher auch nicht göttlicher Abkunft.
Als Dionysos nach seinem Triumphzug durch Asien nach Theben kam, schlug er Agaue, ihre Schwestern und alle Frauen Thebens mit mänadischer Raserei. In ihrem Wahn zerriss Agaue zusammen mit ihren Schwestern den eigenen Sohn Pentheus, der den Mänaden in das Waldgebirge Kithairon gefolgt war. Sie meinte, einen Löwen erlegt zu haben, und trug das abgerissene Haupt des Pentheus voll Stolz vor sich her bei ihrer Rückkehr nach Theben, bis ihr Vater ihr die Augen für ihre Wahnsinnstat öffnete. Dieser Racheakt des Dionysos steht im Zentrum der Tragödie Die Bakchen des Euripides. Außerdem wird die Gestalt der Agaue mehrfach in den Dionysiaka, einem spätantiken Epos des Nonnos von Panopolis genannt.
In einer Variante der Erzählung belauscht der erst neunjährige Pentheus seine Mutter und seine Tanten Ino und Autonoë beim Dionysosopfer. Die Frauen verfallen durch diesen Frevel in Wahnsinn und zerreißen den Knaben, wobei dieser Sparagmos („Zerreißung“) bei Theokrit eine besonders blutrünstige Schilderung findet.
Nach dem Mord an ihrem Sohn soll Agaue sich nach Illyrien begeben und dort den König Lykotherses geheiratet haben, den sie schließlich ermordete, um dessen Königreich für ihren Vater Kadmos zu gewinnen.
Agaue wird gelegentlich als Namensgeberin für die Pflanzengattung der Agaven genannt.